# Leiophron truncator
Leiophron truncator är en stekelart som först beskrevs av Johannes Friedrich Ruthe 1856.  Leiophron truncator ingår i släktet Leiophron och familjen bracksteklar. Inga underarter finns listade i Catalogue of Life.